# Ołeh Mandiuk
Ołeh Semenowycz Mandiuk ukr. Олег Семенович Мандюк (ur. 19 sierpnia 1960 we Lwowie) – ukraiński urzędnik konsularny, w latach 2015–2019 konsul generalny Ukrainy w Krakowie.

## Życiorys
W 1982 roku ukończył Politechnikę Lwowską ze specjalnością inżyniera ekonomisty. Następnie pracował we Lwowie na stanowisku inżyniera. W latach 1998–1999 był dyrektorem departamentu polityki ekonomicznej lwowskiej rady miejskiej. 
W latach 2015–2019 był konsulem generalnym Ukrainy w Krakowie.

## Odznaczenia
- Order „Za Zasługi” III stopnia Ukraina